# تانتاری
تانتاری (به لاتین: Tantari) یک منطقهٔ مسکونی در روسیه است که در داغستان واقع شده‌است.